# Вейдер, Дарт Алексеевич
Дарт Алексеевич Вейдер (укр. Дарт Олексійович Вейдер; урожд. Виктор Алексеевич Шевченко; род. 10 января 1956, село Колыбань, Гомельская область, БССР) — украинский политик, заместитель главы Интернет-партии Украины, эксплуатирующий образ персонажа из «Звёздных войн». Пытался стать кандидатом на выборах президента Украины в 2014 году от Интернет-партии Украины. ЦИК Украины отказала ему в регистрации.

## Биография

### Ранняя биография
Виктор Алексеевич Шевченко родился 10 января 1956 года в селе Колыбань Брагинского района Гомельской области, БССР. Там же получил среднее образование. Позже переехал в Киев.

### Независимая Украина
Проживает в Киеве и работает электромонтёром в Национальном университете пищевых технологий.
Боролся с наркоторговлей и нелегальными платными парковками в Одессе. Участвовал в расчистке завалов на одесских улицах после урагана.
В 2012 году пришёл на участок в качестве избирателя для голосования в парламент Украины, однако члены комиссии отказались выдавать ему бюллетени:

Потребовали, чтобы я снял шлем — иначе, мол, нельзя установить мою личность. Но ведь общеизвестно, что без шлема я погибну!

Я пытался объяснить это комиссии, но там сидят абсолютно неграмотные люди.

Изменил имя 19 марта 2014 года в Оболонском РО ГУ МВД Украины в Киеве.

### Президентские выборы 2014
29 марта 2014 года Дарт Вейдер, наряженный под знаменитого персонажа из «Звёздных войн», подал полный пакет документов, в том числе об уплате избирательного залога в сумме 2,5 млн грн, для регистрации кандидатом в президенты страны.
При регистрации Дарт Вейдер предъявил украинский паспорт с этим именем.
После нескольких дней рассмотрения комиссия отказала в регистрации из-за несоответствия данных о проведении съезда Интернет-партии Украины. В поданных официальных документах местом съезда 25 марта была обозначена улица Степовая 1а в пгт. Николаевка Одесской области, но исполком села сообщил, что по указанному в регистрационных документах адресу расположен многоквартирный дом и массовые мероприятия не проводились. Комиссия указала, что в СМИ сообщалось о торжественном выдвижении Дарта Вейдера на съезде Интернет-партии Украины 29 марта в Киеве, но этот съезд не был указан в бумагах, поданных в ЦИК.
Членов ЦИК возмутило то, что декларация о личном имуществе, доходах и расходах за 2013 год была заполнена не лично кандидатом, кроме графы «личная подпись». По словам одного из членов комиссии, анкету кандидата на пост президента заполняло другое лицо. «Таким образом, у ЦИК нет ни анкеты, ни декларации о доходах и расходах кандидата на пост президента в понимании статьи 51 закона (О выборах Президента Украины)», — сказал Игорь Жиденко.
Кроме того, ЦИК как основание для отказа указала, что право на имя и право быть избранным не могут быть реализованы Дартом Вейдером, так как это приведёт к «унижению украинского общества, дискредитации Украины в глазах международной общественности и нивелированию поста президента Украины».
Жиденко, в прошлом народный депутат от БЮТ, также предположил, что подобная акция делалась с целью дискредитации избирательной кампании и предложил Дарту Вейдеру не огорчаться, а представить свою кандидатуру на выборы Президента России: «Там уже есть зелёные человечки и такой главнокомандующий будет кстати».
Интернет-партия Украины оспорила в Киевском апелляционном административном суде решение ЦИК об отказе и в 2 часа ночи 12 апреля суд принял отрицательное решение.

## Взгляды
Так как Дарт Алексеевич позиционирует себя в образе популярного персонажа киноэпопеи «Звёздные войны», его предвыборная программа состоит из следующих пунктов:
- усилить мощь вооружённых сил Украины, путём постройки боевой орбитальной космической станции (Звезды Смерти);
- вернуть сбережения Сбербанка СССР (проект «Дартовая тысяча»);
- повысить зарплаты и пенсии до космического уровня (программа «Бездонный бюджет»);
- перенести Чернобыль на 60 км дальше от Киева, ближе к Белоруссии[18];
- признать язык ситхов вторым государственным[19].

## Клоны и «технические кандидаты»
В ходе предвыборной кампании к октябрю 2015 года заявления о регистрации кандидатами в депутаты местных органов власти подали сразу 44 Дарта Вейдера.
Среди многочисленных Вейдеров следует упомянуть о Дарте Викторовиче — кандидате на пост городского головы Киева, Дарте Николаевиче — претенденте на должность Одесского головы, а также Дарте Олеговиче — участнике выборов Харьковского градоначальника. Никто из перечисленных победы на выборах одержать не смог.
Причину появления в 2015 году многочисленных Вейдеров и других странных кандидатов пояснил Э. Херрон: участие в выборах так называемых «технических кандидатов» определяется сочетанием особенностей украинских законов о выборах и возможностей для местной избирательной комиссии повлиять на результаты выборов. Цель технического кандидата состоит не в соискании выборной должности, а в возможности провести в избирательные комиссии своих представителей, которые на самом деле будут работать на другого кандидата. Украинские законы не ограничивают числа кандидатов; если их представителей больше, чем позволяет регламент избиркома, места в комиссии раздаются с помощью лотереи. При этом наличие управляемых технических кандидатов повышает шансы на проведение одного из «своих» в комиссию.

## Последователи
Соратнику Вейдера Дмитрию Палпатину (1990 года рождения) в октябре 2015 года удалось пройти в городской совет Одессы по списку партии «Доверяй делам».